# Comté de Starr
Pour les articles homonymes, voir Starr.
Le comté de Starr, en anglais : Starr County, est un comté situé dans le sud de l'État du Texas aux États-Unis. Fondé le 10 février 1848, son siège de comté est la ville de Rio Grande City. Selon le recensement des États-Unis de 2020, sa population est de 65 920 habitants. Le comté a une superficie de 3 183,3 km2, dont 3 168 km2 de surfaces terrestres. Le comté est baptisé en référence à James Harper Starr (en), Secrétaire du Trésor de la république du Texas.

## Organisation du comté
Le comté est fondé le 10 février 1848, à partir de terres du comté de Nueces. Il est définitivement organisé et autonome, le 7 août 1848. 
Le comté est baptisé en mémoire de James Harper Starr (en). Médecin de formation, il est choisi par Samuel Houston, président de la république du Texas, pour être le président du conseil des commissaires à la terre et receveur des redevances foncières du comté de Nacogdoches. Le 25 mai 1839, le président Mirabeau Bonaparte Lamar, le nomme Secrétaire du Trésor de la république du Texas,.

## Colonias
Le comté est assez fortement marqué par l'implantation de colonias : en 2011 il compte 55 colonias. En 2011 de nombreuses familles ont déménagé vers ces colonias.

## Géographie

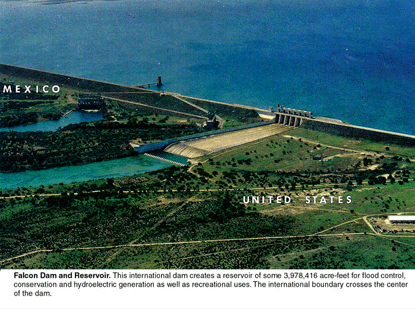
Le barrage Falcon sur le Río Grande.

Le comté de Starr se situe au sud de l'État du Texas, aux États-Unis,. Il est bordé au sud par le fleuve Río Grande, qui est la frontière naturelle de l'État et du pays, avec le Mexique et l'État de Tamaulipas.
Il a une superficie totale de 3 183,3 km2, composée de 3 168 km2 de terres et de 15,3 km2 de zones aquatiques.

## Comtés adjacents
| Comté de Zapata | Comté de Jim Hogg | Comté de Brooks |
|                 | comté de Starr    |                 |
|                 |                   |                 |

## Démographie
Lors du recensement de 2010, le comté comptait une population de 60 968 habitants. Elle est estimée, en 2017, à 64 454 habitants,.

Pyramide des âges du comté de Starr (2000).

| Groupes           | Comté de Starr | Texas | États-Unis |
| ----------------- | -------------- | ----- | ---------- |
| Blancs            | 96,1           | 70,4  | 72,4       |
| Autres            | 3,4            | 27,0  | 24,7       |
| Métis             | 0,5            | 2,5   | 2,7        |
| Total             | 100            | 100   | 100        |
|                   |                |       |            |
| Latino-Américains | 95,7           | 37,6  | 16,7       |